# Xian de Tongzi
Le xian de Tongzi (桐梓县 ; pinyin : Tóngzǐ Xiàn) est un district administratif du centre de la province du Guizhou en Chine. Il est placé sous la juridiction de la ville-préfecture de Zunyi.

## Démographie
La population du district était de 614 454 habitants en 1999.